# Nickel(II) selenat
Niken(II) selenat là một hợp chất hóa học vô cơ của niken và selenat có công thức NiSeO4. Muối màu lục này có khả năng hòa tan trong nước.

## Xuất hiện trong tự nhiên
Niken(II) selenat xuất hiện trong tự nhiên ở dạng tinh thể hỗn hợp với coban(II) selenat là khoáng vật ahlfeldit.

## Điều chế
Niken(II) selenat có thể thu được bằng cách cho niken(II) cacbonat phản ứng với axit selenic:
{\displaystyle \mathrm {NiCO_{3}\ +H_{2}SeO_{4}\rightarrow NiSeO_{4}+H_{2}O+CO_{2}\uparrow } }

## Tính chất
Dưới dạng hexahydrat, niken(II) selenat là một chất rắn màu xanh lục. Nó có cấu trúc tinh thể bốn phương với nhóm không gian P41212. Tetrahydrat được tạo thành chậm khi hexahydrat được đun nóng từ khoảng 100 ℃, có nhóm không gian P21/n, còn đihydrat có cấu trúc tinh thể trực thoi. Từ 510 ℃, hợp chất bị phân hủy, với niken(II) selenide cũng như niken(II) oxit và selen dioxide được hình thành với sự giải phóng oxy.
{\displaystyle \mathrm {NiSeO_{4}\cdot 6H_{2}O\ {\xrightarrow[{-H_{2}O}]{100\,^{\circ }C}}\ NiSeO_{4}\cdot 4H_{2}O\ {\xrightarrow[{-H_{2}O}]{300\,^{\circ }C}}\ NiSeO_{4}\cdot H_{2}O\ {\xrightarrow[{-H_{2}O}]{390\,^{\circ }C}}\ NiSeO_{4}\ {\xrightarrow[{-O_{2}}]{510\,^{\circ }C}}\ NiSeO_{3}\ {\xrightarrow[{-SeO_{2}}]{690\,^{\circ }C}}\ NiO} }

## Hợp chất khác
NiSeO4 còn tạo một số hợp chất với NH3, như NiSeO4·6NH3 là tinh thể màu tím khi khan, ở dạng ngậm nước sẽ có màu xanh dương.